# آندره آمون
آندره آمون پزشک آلمانی و مدیر فعلی مرکز اروپایی پیشگیری و کنترل بیماری‌ها (ECDC)، یک آژانس اتحادیه اروپا است که اروپا را در برابر بیماری‌های عفونی تقویت می‌کند. وی به دولت آلمان در مورد شیوع ویروسهای ویروس SARS و آنفلوانزا A توصیه کرد.

## سنین جوانی و تحصیل
در سال ۱۹۹۶ آمون دکترای پزشکی خود را در دانشگاه لودویگ ماکسیمیلیان مونیخبه اتمام رساند، جایی که او کیفیت زندگی برای بیمارانی که درمان تسکین دهنده برای بیماری متاستاتیک کبد دارند، مورد مطالعه قرار داد.